# Hermival-les-Vaux

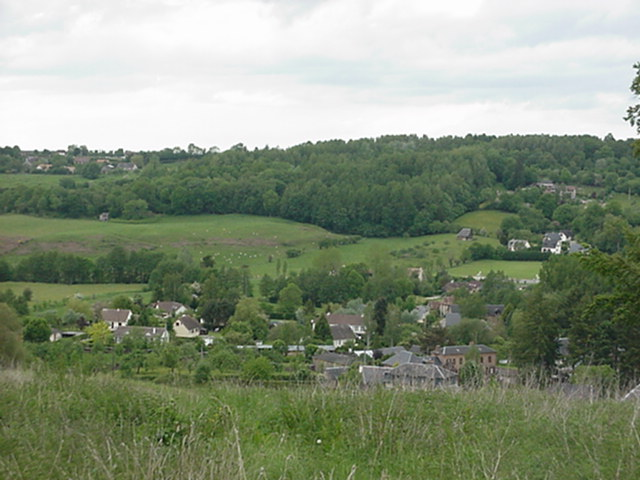
Vue du bourg

Hermival-Les-Vaux là một xã ở tỉnh Calvados, thuộc vùng Normandie ở tây bắc nước Pháp.

## Dân số
| Năm | 1962 | 1968 | 1975 | 1982 | 1990 | 1999 | 2006             |
| --- | ---- | ---- | ---- | ---- | ---- | ---- | ---------------- |
| Dân số | 378  | 395  | 526  | 518  | 673  | 760  | 832 (Provisoire) |
| From the year 1962 on: No double counting—residents of multiple communes (e.g. students and military personnel) are counted only once. |      |      |      |      |      |      |                  |